# Seznam památných stromů v okrese České Budějovice
Toto je seznam památných stromů v okrese České Budějovice, v němž jsou uvedeny památné stromy na území okresu České Budějovice.

## Památné stromy v celém okrese
| Název                                        | Obrázek                                                      | Umístění                                                       | Druh                                                                   | Obvod [v cm] | Kód wikidata     | Galerie | Poznámka |
| -------------------------------------------- | ------------------------------------------------------------ | -------------------------------------------------------------- | ---------------------------------------------------------------------- | ------------ | ---------------- | --- | --- |
| Bedřichovské lípy                            | Bedřichovské lípy                                            | Bedřichov u Horní Stropnice                                    | lípa malolistá                                                         | 392          | 103195 Q26778953 | | Skupina dvou lip před kapličkou v Bedřichově. |
| Borovanská lípa                              |                                                              | Borovany 48°53′49″ s. š., 14°38′34″ v. d.                      | lípa malolistá                                                         | 450          | 103207 Q26788170 | Kategorie „Borovanská lípa“ na Wikimedia Commons                                                              | 25 m vysoká lípa roste v zahradě u křižovatky na Ostrolovský Újezd. OS (1994) zdravotní řez. OS (2003) ošetření ulomené větve při vichřici. Kotvení lanem. |
| Borovanský dřín                              |                                                              | Borovany 48°53′54″ s. š., 14°38′30″ v. d.                      | dřín obecný                                                            | 150          | 103185 Q15360211 | Kategorie „Borovanský dřín“ na Wikimedia Commons                                                              | 10 m vysoký dřín v areálu zámeckého parku u západního průčelí nedaleko obvodové zdi. |
| Lípa u Stropnice                             | Lípa u Stropnice                                             | Borovany                                                       | lípa malolistá                                                         | 490          | 103167 Q26788133 | | 30 metrů vysoká lípa roste na okraji nivy říčky Stropnice u mostu u sochy sv. Jana Nepomuckého. |
| Dub u Borovnice                              | Dub u Borovnice                                              | Borovnice u Českých Budějovic                                  | dub letní                                                              | 355          | 103160 Q26788128 | Kategorie „Dub u Borovnice“ na Wikimedia Commons                                                              | 25 m vysoký dub letní na okraji úvozové cesty pod J okrajem Borovnice. |
| Jilm v Borovnici                             | Jilm v Borovnici                                             | Borovnice u Českých Budějovic                                  | jilm horský                                                            | 360          | 103161 Q26788129 | Kategorie „Jilm v Borovnici“ na Wikimedia Commons                                                             | 19 m vysoký jilm na SV okraji obce. |
| Duby u dvora Suchá                           | Dvojice dubů na hrázi rybníka u dvora Suchá                  | Břehov                                                         | dub letní                                                              | 360          | 103148 Q26778939 | | Skupina 2 dubů letních na hrázi rybníka jižně od dvora Suchá, 1200 m SSV od centra obce Břehov. 360 a 335 cm. |
| Duby u rybníka Čechovec                      | Duby u rybníka Čechovec                                      | Břehov 49°1′42″ s. š., 14°20′23″ v. d.                         | dub letní                                                              | 520          | 103128 Q26778936 | Kategorie „Duby u rybníka Čechovec“ na Wikimedia Commons                                                      | skupina 2 dubů letních na hrázi u severního a JV břehu rybníka Čechovec, asi 1100 m SV od centra obce Břehov. 460 a 520 cm. |
| Jilm u Trajerova mlýna                       | Jilm u Trajerova mlýna                                       | Březí u Trhových Svinů                                         | jilm horský                                                            | 280          | 103210 Q26788173 | | 30 metrů vysoký jilm roste při krajnici silnice Něchov – Trhové Sviny, po pravé straně za mostem přes Keblanský potok u náhonu Trajerů mlýna. V roce 1999 proveden zdravotní řez.                                                                                   |
| Dub u Kahouna                                |                                                              | Byňov 48°48′44″ s. š., 14°50′5″ v. d.                          | dub letní                                                              | 415          | 103220 Q26788181 | | 30 m vysoký dub letní po levé straně lesní cesty, cca 70 m od železničního přejezdu váže k výstavbě lesovny v Hranicích, dnes polesí Jakule. |
| Dub u Čejkovic                               | Dub u Čejkovic                                               | Čejkovice u Hluboké nad Vltavou                                | dub letní                                                              | 410          | 103157 Q26788125 | | 32 m vysoký dub letní, na okraji lesa, 1100 m SSV od centra Čejkovic. |
| Čenkovská lípa                               |                                                              | Čenkov u Bechyně                                               | lípa srdčitá                                                           | 535          | 102607 Q26787708 | | v obci u hlavní komunikace, zahrada zemědělské usedlosti. |
| Čeřejovská lípa †                            |                                                              | Čeřejov 48°51′56″ s. š., 14°37′7″ v. d.                        | lípa malolistá                                                         | 540          | 103211 Q26788174 | | 23 m vysoká lípa roste v místě zvaném "Na ostrově" jižně od osady Čeřejov. Ochrana zrušena 12. srpna 2008 |
| Lípa na Sokolském ostrově                    | Lípa na Sokolském ostrově                                    | České Budějovice 1                                             | lípa srdčitá                                                           | 660          | 103237 Q26788213 | Kategorie „Lípa na Sokolském ostrově (České Budějovice)“ na Wikimedia Commons                                 | 25 m vysoká lípa na Sokolském ostrově západně od náměstí Přemysla Otakara II. |
| Červenolistý buk                             |                                                              | České Budějovice 6                                             | buk lesní nachový                                                      | 248          | 103238 Q26788222 | Kategorie „Červenolistý buk v Budovcově ulici“ na Wikimedia Commons                                           | 19 m vysoký buk lesní nachový na zahradě čp. 66 v Dukelské ulici. |
| Dub U Špačků                                 | Dub U Špačků                                                 | České Budějovice 7 48°57′16″ s. š., 14°28′58″ v. d.            | dub letní                                                              | 418          | 103154 Q26788122 | Kategorie „Dub U Špačků“ na Wikimedia Commons                                                                 | 25 m vysoký dub letní s hluboko nasazenou korunou na pravém břehu Malše mezi dvorem U Špačků a Červeným dvorem. |
| Jinan u loděnice                             | Jinan u loděnice                                             | České Budějovice                                               | jinan dvoulaločný                                                      | 182          | 103155 Q26788123 | Kategorie „Jinan u loděnice“ na Wikimedia Commons                                                             | 18 metrů vysoký jinan s nepravidelnou korunou roste v areálu Lannovy loděnice, u Dlouhého mostu, na levém břehu Vltavy. |
| Jinan v rajské zahradě                       | Jinan v rajské zahradě                                       | České Budějovice                                               | jinan dvoulaločný                                                      | 238          | 103205 Q26788168 | Kategorie „Jinan v rajské zahradě“ na Wikimedia Commons                                                       | 22 m vysoký jinan v rajské zahradě u Piaristického kostela. |
| Dub u Všího rybníka II                       |                                                              | Čížkrajice 48°51′56″ s. š., 14°37′7″ v. d.                     | dub letní                                                              | 360          | 103171 Q26788136 | | 21 m vysoký dub letní na severní návodní straně hráze rybníka Vší, nejsevernější strom. |
| Dub v Čížkrajicích                           | Dub na hrázi Krejčího rybníka v obci Čižkrajice.             | Čížkrajice                                                     | dub letní                                                              | 391          | 103212 Q26788175 | | 23 m vysoký, mohutný a zdravý dub s perpektivou dlouhodobé ochrany, na počátku hráze Krejčího rybníka za budovou ObÚ v Čížkrajicích. |
| Dub v Čížkrajicích 2                         | Dub v obci Čižkrajice u Všího rybníka u výpusti.             | Čížkrajice                                                     | dub letní                                                              | 387          | 103226 Q26788187 | | 21 m vysoký dub letní, mohutný a zdravý dub s perspektivou dlouhodobé ochrany, na počátku hráze Všího rybníka jižně od výpusti. |
| Dub v Čížkrajicích 3                         | Dub na hrázi rybníka Nový v Čižkrajicích.                    | Čížkrajice                                                     | dub letní                                                              | 470          | 103118 Q26788094 | | 30 m vysoký dub letní, na návodní straně hráze rybníka Nový, nejmohutnější dub poblíž stavidla. |
| Dub u rybníka Dehtář                         | Dub u rybníka Dehtář                                         | Dehtáře 49°0′30″ s. š., 14°18′25″ v. d.                        | dub letní                                                              | 360          | 103132 Q26788104 | Kategorie „Dub u rybníka Dehtář“ na Wikimedia Commons                                                         | 24 m vysoký dub letní u cesty na koruně hráze rybníka Dehtář. |
| Lípa v Dlouhé Stropnici                      |                                                              | Dlouhá Stropnice 48°44′31″ s. š., 14°45′14″ v. d.              | lípa velkolistá                                                        | 436          | 103192 Q26788158 | | 23 m vysoká lípa na kraji polní cesty u domu č. 49. |
| Lípa na Dobré Vodě                           |                                                              | Dobrá Voda                                                     | lípa                                                                   |              |                  | | 18. září 1927 ve 14:30 přišla větrná smršť, která rozlámala památnou lípu u kostela. |
| Buk na Dobré Vodě †                          |                                                              | Dobrá Voda u Horní Stropnice                                   | buk lesní                                                              | 340          | 105264 Q74800613 | | buk lesní v k. ú Dobrá Voda u Horní Stropnice č. p. 94. Ochrana zrušena 2. listopadu 2022. |
| Dobrovodský dub                              | Dub na Dobré Vodě u Horní Stropnice.                         | Dobrá Voda u Horní Stropnice                                   | dub letní                                                              | 435          | 103194 Q26788160 | | 21 m vysoký dub letní u turistické stezky za dobrovodským kostelem. |
| Lípa v Dolní Stropnici                       | Lípa v Dolní Stropnici                                       | Dolní Stropnice                                                | lípa malolistá                                                         | 618          | 103147 Q26788116 | Kategorie „Lípa v Dolní Stropnici“ na Wikimedia Commons                                                       | 23 m vysoká lípa u špýcharu na JJV okraji osady Dolní Stropnice; dnes parcela č. 1861/14. |
| Hrušeň ve Straňanech                         | Hrušeň ve Straňanech                                         | Doudleby 48°53′5″ s. š., 14°29′14″ v. d.                       | hrušeň planá                                                           | 251          | 105620 Q26790191 | Kategorie „Hrušeň ve Straňanech“ na Wikimedia Commons                                                         | 12 m vysoká hrušeň planá v poli jižně od letiště. |
| Dub u Dubného                                |                                                              | Dubné 48°58′22″ s. š., 14°21′27″ v. d.                         | dub letní                                                              | 265          | 103256 Q26788394 | | 28 m vysoký dub letní na okraji Dubného, asi 150 m od školy, u cesty za objektem myslivců (bažantnice). |
| Dub u Starohaklovského rybníka               | Dub u Starohaklovského rybníka                               | Haklovy Dvory                                                  | dub letní                                                              | 420          | 103178 Q26788144 | Kategorie „Dub u Starohaklovského rybníka“ na Wikimedia Commons                                               | 32 m vysoký dub letní na severním břehu Starohaklovského rybníka u bašty. |
| Dub letní v Děkanském lese (Hlincová Hora)   | Dub letní v Děkanském lese                                   | Hlincová Hora 48°59′23″ s. š., 14°32′57″ v. d.                 | dub letní                                                              | 460          | 105840 Q26790415 | Kategorie „Dub letní v Děkanském lese, Hlincová Hora“ na Wikimedia Commons                                    | V lesním porostu za Děkanským dvorem u lesní cesty spojující cyklostezku z Rudolfova do Hlincové Hory a údolí potoka Čertík |
| Alej k Bezdrevskému potoku                   | Alej k Bezdrevskému potoku                                   | Hluboká nad Vltavou 49°2′17″ s. š., 14°26′32″ v. d.            | dub letní lípa malolistá                                               | 301          | 103244 Q26791038 | Kategorie „Alej k Bezdrevskému potoku“ na Wikimedia Commons                                                   | Alej z města podél Podskalské louky k Bezdrevskému potoku, 84 stromů. |
| Dub na Hluboké I                             | Dub na Hluboké I                                             | Hluboká nad Vltavou 49°3′10″ s. š., 14°25′10″ v. d.            | dub letní                                                              | 400          | 103251 Q26788342 | Kategorie „Památný dub letní severozápadně od Munického rybníka I (Hluboká nad Vltavou)“ na Wikimedia Commons | 23 m vysoký dub letní v k. ú. Hluboká nad Vltavou č. p. 1603/1, nedaleko Munického rybníka, z dvojice PS roste jihovýchodněji, blíže historické hospodářské budovy                                                                                                  |
| Dub na Hluboké II                            |                                                              | Hluboká nad Vltavou 49°3′22″ s. š., 14°24′30″ v. d.            | dub letní                                                              | 450          | 103246 Q26788270 | | Dub letní v k. ú. Hluboká nad Vltavou č. p. 1120/1, u Křesína, pravý břeh Vltavy |
| Dub na Hluboké III                           |                                                              | Hluboká nad Vltavou 49°2′15″ s. š., 14°24′49″ v. d.            | dub letní                                                              | 420          | 103248 Q26788309 | | Dub letní v k. ú. Hluboká nad Vltavou č. p. 1556/2, jihovýchodně od Vondrova, výběžek PP Hlubocké hráze |
| Dub na Hluboké IV                            |                                                              | Hluboká nad Vltavou 49°2′12″ s. š., 14°26′21″ v. d.            | dub letní                                                              | 360          | 103247 Q26788293 | Kategorie „Památný dub SV od rybníka Naděje (Hluboká nad Vltavou)“ na Wikimedia Commons                       | Dub letní v k. ú. Hluboká nad Vltavou č. p. 1424/12, u bavorovického rybníka Naděje, směrem k malému rybníčku |
| Dub na Hluboké V                             |                                                              | Hluboká nad Vltavou 49°3′11″ s. š., 14°25′10″ v. d.            | dub letní                                                              | 445          | 103254 Q26788376 | | 26 m vysoký dub letní v k. ú. Hluboká nad Vltavou č. p. 1608, u cesty jihovýchodně od Munic |
| Dub na Hluboké VI                            | Dub na Hluboké VI                                            | Hluboká nad Vltavou 49°2′36″ s. š., 14°24′21″ v. d.            | dub letní                                                              | 315          | 103243 Q26788252 | Kategorie „Památný dub letní severozápadně od dvora Vondrov (Hluboká nad Vltavou)“ na Wikimedia Commons       | 27 m vysoký dub letní v k. ú. Hluboká nad Vltavou č. p. 1950/2, severozápadně od Vondrova |
| Dub na Hluboké VII                           | Dub na Hluboké VII                                           | Hluboká nad Vltavou 49°3′22″ s. š., 14°24′30″ v. d.            | dub letní                                                              | 300          | 103253 Q26788366 | Kategorie „Památný dub letní na rozcestí jižně od Munic (Hluboká nad Vltavou)“ na Wikimedia Commons           | 27 m vysoký dub letní v k. ú. Hluboká nad Vltavou č. p. 1871, rozcestí jižně od Munic |
| Dub na Hluboké VIII                          |                                                              | Hluboká nad Vltavou 49°2′15″ s. š., 14°24′33″ v. d.            | dub letní                                                              | 470          | 103249 Q26788327 | | dub letní v k. ú. Hluboká nad Vltavou č. p. 2002, u hráze Bezdrevu |
| Dub na Hluboké IX                            |                                                              | Hluboká nad Vltavou                                            | dub letní                                                              | 260          | 104509 Q26789266 | | dub letní v k. ú. Hluboká nad Vltavou, jedny souřadnice vedou doprostřed rybníka, druhé k silnici Hluboká-Munice, podle popisu má být na SZ břehu rybníka – 2012 uváděn jako silně poškozený a proschlý; možná už neexistuje nebo se neví, o jaký strom vlastně jde |
| Dub na Hluboké X                             | Dub na Hluboké X                                             | Hluboká nad Vltavou 49°3′11″ s. š., 14°25′10″ v. d.            | dub letní                                                              | 410          | 103252 Q26788357 | Kategorie „Památný dub letní severozápadně od Munického rybníka X (Hluboká nad Vltavou)“ na Wikimedia Commons | 26 m vysoký dub letní v k. ú. Hluboká nad Vltavou č. p. 1603/1, nedaleko Munického rybníka, z dvojice PS roste severozápadněji, dál od historické hospodářské budovy                                                                                                |
| Duby na Podskalské louce                     |                                                              | Hluboká nad Vltavou 49°2′43″ s. š., 14°26′22″ v. d.            | dub letní                                                              | 470          | 103245 Q26778941 | | Skupina 68 dubů letních v k. ú. Hluboká nad Vltavou č. p. 1327, 1777, 1424/17, 1332, 1331, 1330/1. Obvody nad 300 cm. |
| Duby v ZOO                                   |                                                              | Hluboká nad Vltavou 49°2′30″ s. š., 14°25′8″ v. d.             | dub letní                                                              | 353          | 103250 Q26778943 | | Duby rostou v ZOO Ohrada, jedinec s obvode 333 cm je již jen dožívajícím torzem, jedince s obvodem 353 cm dosahuje výšky 22 metrů. |
| Hlubocký jerlín                              |                                                              | Hluboká nad Vltavou 49°3′7″ s. š., 14°26′8″ v. d.              | jerlín japonský                                                        | 350          | 103255 Q26788385 | | 15 m vysoký jerlín japonský za budovou Městského úřadu při cestě k zámku. |
| Jasan v Hněvkovicích †                       |                                                              | Hněvkovice u Týna nad Vltavou 49°11′43″ s. š., 14°26′34″ v. d. | jasan ztepilý                                                          | 298          | 105662 Q26790222 | | jasan ztepilý v k. ú. Hněvkovice u Týna nad Vltavou č. p. 3060/1. Ochrana stromu zrušena 30. listopadu 2023. |
| Dub ve Světví                                | Památný dub v poli.                                          | Horní Stropnice 48°46′5″ s. š., 14°45′59″ v. d.                | dub letní                                                              | 392          | 103196 Q26788161 | | 23 m vysoký dub letní v poli u lesíka za rybníkem Pendlerův. |
| Hosínský dub                                 |                                                              | Hosín 49°2′19″ s. š., 14°27′37″ v. d.                          | dub letní                                                              | 541          | 103189 Q26788155 | | 30 m vysoký dub letní v k. ú. Hosín č. p. 428/1. |
| Dub u čističky                               |                                                              | Hrdějovice 49°0′44″ s. š., 14°27′30″ v. d.                     | dub letní                                                              | 434          | 103156 Q26788124 | | 22 m vysoký dub letní na S okraji Hrdějovic, na pravém břehu Vltavy, JZ od městské čistírny odpadních vod. |
| Hrdějovický dub                              |                                                              | Hrdějovice 49°2′10″ s. š., 14°27′ v. d.                        | dub letní                                                              | 372          | 103188 Q26788154 | | 26 m vysoký dub letní v k. ú. Hrdějovice č. p. 821/2. |
| Žižkův dub                                   |                                                              | Hrutov 49°3′16″ s. š., 14°37′9″ v. d.                          | dub letní                                                              | 600          | 103268 Q8554590  | | Na mýtině v lese severně od Hrutova, před Hrutovem vpravo do lesa. Pověst o Janu Žižkovi; pravděpodobně nebyl vyhlášen – v roce 2000 zcela suchý. |
| Javor klen v Chlupaté Vsi                    |                                                              | Chlupatá Ves 48°45′2″ s. š., 14°42′33″ v. d. \|                | javor klen                                                             | 380          | 106541           | | Roste na pozemku v k.ú. Meziluží – v osadě Chlupatá Ves. |
| Dub u Chotýčan                               |                                                              | Chotýčany 49°3′49″ s. š., 14°31′17″ v. d.                      | dub letní                                                              | 393          | 103190 Q26788156 | | 25 m vysoký dub letní rostoucí v roklině Strouhy na západním svahu pod kravínem na jižním okraji Chotýčan. |
| Dub v Chotýčanech †                          |                                                              | Chotýčany                                                      | dub letní                                                              | 493          | 103186           | | 22 m vysoký dub letní v k. ú. Chotýčany č. p. 1436/1. |
| Chotýčanská lípa                             |                                                              | Chotýčany 49°3′47″ s. š., 14°31′2″ v. d.                       | lípa malolistá                                                         | 469          | 103187 Q26788153 | | 24 m vysoká lípa roste u místní komunikace. |
| Dub u špýcharu                               | Dub u špýcharu                                               | Kamenný Újezd                                                  | dub letní                                                              | 470          | 103163 Q26788131 | Kategorie „Dub u špýcharu“ na Wikimedia Commons                                                               | 26 m vysoký dub letní u pravé strany místní komunikace, před špýcharem dvora Plavnice. |
| Dub v Kamenném Újezdě †                      | Dub v Kamenném Újezdě                                        | Kamenný Újezd                                                  | dub letní                                                              | 445          | 103162 Q26788130 | | 20 m vysoký dub letní napravo od komunikace Plavnice Plav, asi 200 m SV od centra osady. Ochrana zrušena 23.02.2024. |
| Dub za Plavnicí                              | Dub za Plavnicí                                              | Kamenný Újezd                                                  | dub letní                                                              | 495          | 103164 Q26788132 | Kategorie „Dub za Plavnicí“ na Wikimedia Commons                                                              | 22 m vysoký dub letní v údolnici potoka nad rybníkem, cca 500 m JV od centra osady Plavnice. |
| Duby u dvora Plavnice                        | Duby u dvora Plavnice                                        | Kamenný Újezd                                                  | dub letní                                                              | 430          | 103165 Q26778933 | Kategorie „Duby u dvora Plavnice“ na Wikimedia Commons                                                        | Skupina dvou dubů letních u místní komunikace Plavnice−Kamenný Újezd, asi 150 m ZSZ od dvora Plavnice. Obvody 430 a 365 cm. |
| Jasan u hřbitova v K. Újezdě †               | Jasan u hřbitova v K. Újezdě                                 | Kamenný Újezd                                                  | jasan ztepilý                                                          | 340          | 104505           | Kategorie „Jasan ztepilý u hřbitova v K. Újezdě“ na Wikimedia Commons                                         | Jasan ztepilý před vstupní branou na hřbitov u kostela vedle křížku. Ochrana zrušena roku 2002, strom již neexistuje. |
| Vrba v Kamenném Újezdě                       | Vrba v Kamenném Újezdě                                       | Kamenný Újezd                                                  | vrba bílá                                                              | 430          | 103179 Q26788145 | Kategorie „Vrba v Kamenném Újezdě“ na Wikimedia Commons                                                       | 22 m vysoká vrba u hřbitovní zdi za kostelem. |
| Smrk na Ďáblíku                              |                                                              | Keblany 48°49′35″ s. š., 14°35′36″ v. d.                       | smrk ztepilý                                                           | 320          | 103174 Q26788140 | | 35 metrů vysoký smrk na okraji lesního porostu cca 50 m jihozápadně od rohu PP Ďáblík. |
| Ořešák v Kladinách                           | Ořešák v Kladinách                                           | Kladiny                                                        | ořešák královský                                                       | 265          | 103122 Q26788098 | Kategorie „Ořešák v Kladinách“ na Wikimedia Commons                                                           | 18 metrů vysoký ořešák roste před statkem 100 m JV od centra osady Kladiny. |
| Klažarské duby                               | Dva duby letní v Klažarech                                   | Klažary                                                        | dub letní                                                              | 390          | 103166 Q26778963 | Kategorie „Klažarské duby letní“ na Wikimedia Commons                                                         | Dvojice dubů letních v k. ú. Kondrač č. p. 32/1. |
| Dub v Kolodějích                             |                                                              | Koloděje nad Lužnicí 49°14′57″ s. š., 14°24′57″ v. d.          | dub letní                                                              | 390          | 103235 Q26788194 | | 25 m vysoký dub letní na louce v nivě řeky Lužnice na pravém břehu pod obcí. |
| Dub u rybníka Pelikán                        |                                                              | Komařice 48°52′12″ s. š., 14°32′28″ v. d.                      | dub letní                                                              | 450          | 103144 Q26788113 | | 28 m vysoký dub letní na JV okraji hráze rybníka Pelikán, 950 m JJZ od centra obce. |
| Komařická lípa malolistá                     |                                                              | Komařice 48°52′ s. š., 14°32′30″ v. d.                         | lípa malolistá                                                         | 300          | 103242 Q26788240 | | pravděpodobně totožná s 103143. |
| Komařická lípa velkolistá 1                  |                                                              | Komařice                                                       | lípa velkolistá                                                        | 300          | 103145 Q26788114 | | 20 metrů vysoká lípa na J okraji bývalé zahrady u zámku na JZ okraji obce. |
| Komařická lípa velkolistá 2                  |                                                              | Komařice 48°52′38″ s. š., 14°32′40″ v. d.                      | lípa velkolistá                                                        | 310          | 103146 Q26788115 | | 21 metrů vysoká lípa na S okraji bývalé zahrady u zámku na JZ okraji obce. |
| Komařické zeravy                             |                                                              | Komařice                                                       | zerav západní                                                          | 320          | 103141 Q26791001 | | 7 zeravů o obvodu kmene až 320 cm a výšce až 22 metrů roste za zdí bývalé zahrady naproti zámku. |
| Komařické zeravy naproti zámku               |                                                              | Komařice 48°52′38″ s. š., 14°32′45″ v. d.                      | zerav západní                                                          | 320          | 104510 Q26778932 | | 2 zeravy o obvodu do 320 cm rostou za zdí bývalé zahrady naproti zámku. |
| Komařické zeravy před zámkem                 |                                                              | Komařice                                                       | zerav západní                                                          | 215          | 103142 Q26778928 | | 2 zeravy o výšce 22 metrů rostou v centru obce před zámkem. |
| Komařický tis                                |                                                              | Komařice 48°52′38″ s. š., 14°32′47″ v. d.                      | tis červený                                                            | 90           | 103112 Q26788088 | | 6 metrů vysoký tis roste u bývalého špýcharu na okraji zámecké zahrady. Ve výšce 1 m troják 90+90+125 cm. |
| Lípa pod Komařicemi †                        |                                                              | Komařice                                                       | lípa malolistá                                                         | 355          | 103143           | | u kapličky u silnice Komařice-Sedlo, 580 m JZ od centra obce; pravděpodobně totožná s 103242 |
| Buk v Krohách                                |                                                              | Kondrač 48°46′40″ s. š., 14°37′21″ v. d.                       | buk lesní                                                              | 350          | 103175 Q26788141 | | 22 m vysoký buk lesní na okraji lesního porostu v nivě Klenského potoka cca 500 m po směru toku pod zaniklou osadou Kroha. |
| Dub u Kahounů rybníka                        | Dub u Kahounů rybníka                                        | Kondrač 48°47′32″ s. š., 14°39′23″ v. d.                       | dub letní                                                              | 350          | 103173 Q26788139 | Kategorie „Dub u Kahounů rybníka“ na Wikimedia Commons                                                        | 22 m vysoký dub letní na hrázi menšího rybníka sousedícího s Kahounů rybníkem vlevo cca 300 m od komunikace Chválkov-Kondrač. |
| Klažarský šikmý dub                          |                                                              | Kondrač 48°48′19″ s. š., 14°40′8″ v. d.                        | dub letní                                                              | 353          | 103172 Q26788137 | | 22 m vysoký dub na okraji lesa vpravo od cesty mezi poli z Klažar do Pěčína, asi 500 m za osadou Klažary. |
| Lípa u Kondrače                              | Kondračská lípa                                              | Kondrač 48°47′3″ s. š., 14°39′21″ v. d.                        | lípa malolistá                                                         | 417          | 103216 Q26788179 | Kategorie „Kondračská lípa“ na Wikimedia Commons                                                              | 23 m vysoká lípa roste blízko komunikace III. tř. Kondrač-Kamenná, po levé straně pravotočivé zatáčky asi 100 m za koncem osady Kondrač. |
| Lípa u Kondrače II †                         |                                                              | Kondrač                                                        | lípa malolistá                                                         | 351          | 103217           | | 23 m vysoká lípa rostla 100 m za koncem osady Kondrač na levé krajnici silnice Kondrač-Kamenná. Padla, ochrana zrušena roku 2011. |
| Lípa u Kondrače III †                        |                                                              | Kondrač                                                        | lípa malolistá                                                         | 328          | 103218           | | 23 m vysoká lípa rostla 50 m za koncem osady Kondrač na levé krajnici silnice Kondrač-Kamenná. Ochrana odumírajícího stromu zrušena roku 2011, doporučeno pokácení.                                                                                                 |
| Konratická lípa                              |                                                              | Konratice                                                      | lípa velkolistá                                                        | 483          | 103225 Q26788186 | Kategorie „Konratická lípa“ na Wikimedia Commons                                                              | 27 m vysoká lípa u křížku po pravé straně silnice při vjezdu do Konratic. |
| Konratická vrba †                            |                                                              | Konratice                                                      | vrba křehká                                                            | 383          | 104506           | | vrba na návsi v obci. Zrušena roku 2002. |
| Konratické lípy                              |                                                              | Konratice                                                      | lípa malolistá                                                         | 395          | 103260 Q26778959 | Kategorie „Konratické lípy“ na Wikimedia Commons                                                              | Trojice lip o obvodu 342–395 cm roste za osadou na záp. okraji u rozcestí poblíž stáje pro volně ustájený skot. |
| Konratický dub                               |                                                              | Konratice 48°44′24″ s. š., 14°41′34″ v. d.                     | dub letní                                                              | 375          | 103224 Q26788185 | | 27 m vysoký dub výjimečný výskyt v dané nadmořské výšce na okraji pole a lesa u provenienční plochy jedle. |
| Kvítkovický dub                              | Dub na hrázi Kvítkovického rybníka.                          | Kvítkovice 48°57′59″ s. š., 14°20′16″ v. d.                    | dub letní                                                              | 480          | 103140 Q26788112 | | 32 m vysoký dub na SV části vzdušné strany hráze Kvítkovického rybníka, 1100 m SSV od středu obce. |
| Libničská lípa †                             | Libničská lípa                                               | Libníč                                                         | lípa malolistá                                                         | 328          | 103159           | | 18 metrů vysoká lípa roste k jihu na svahu s pomníkem, 150 m od návsi. |
| Dobčická lípa malolistá                      |                                                              | Lipanovice                                                     | lípa malolistá                                                         | 310          | 103137 Q26788109 | | 25 m vysoká lípa u silnice Dobčice-Radošovice, 500 m VSV od centra osady Dobčice. |
| Dobčická lípa velkolistá †                   | Památná lípa v Dobčicích.                                    | Lipanovice 48°59′50″ s. š., 14°14′10″ v. d.                    | lípa velkolistá                                                        | 420          | 103138 Q26788110 | | 20 m vysoká lípa v křižovatce silnic 220 m V od centra osady Dobčice. Dne 19. 4. 2025 došlo k mechanickému poškození kmene po nárazu osobním automobilem. Dřevina byla v havarijním stavu a byla pokácena.                                                          |
| Lipanovická lípa                             |                                                              | Lipanovice 48°58′53″ s. š., 14°15′6″ v. d.                     | lípa malolistá                                                         | 306          | 103213 Q26788176 | | 17 m vysoká lípa roste na levé straně od silnice z Lípanovic na Záboří asi 150–200 m od křižovatky z Lipanovic. |
| Lipanovický dub                              |                                                              | Lipanovice 48°58′37″ s. š., 14°14′53″ v. d.                    | dub letní                                                              | 300          | 103139 Q26788111 | | 24 m vysoký dub letní na pravém okraji komunikace KřemžeNetolice, 550 m jižně od centra osady. |
| Lišovské lípy                                | Lípy na křižovatce v obci Lišov u Českých Budějovic.         | Lišov                                                          | lípa malolistá                                                         | 495          | 103257 Q26778948 | | Dvojice lip (o 495 / 370 cm) roste na křižovatce Lišov-Miletín-Štěpánovice u křížku. |
| Litoradlická lípa                            | Litoradlická lípa                                            | Litoradlice 49°10′28″ s. š., 14°25′27″ v. d.                   | lípa malolistá                                                         | 697          | 103113 Q26788089 | | 20 metrů vysoká lípa roste ve dvoře myslivny na okraji obce. |
| Jilm drsný (Ulmus glabra) v obci Litvínovice |                                                              | Litvínovice                                                    | jilm horský                                                            | 387          | 106275 Q73601922 | | v těsné blízkosti oplocení v areálu mateřské školy |
| Olbramovské lípy                             |                                                              | Meziluží 48°45′59″ s. š., 14°42′20″ v. d.                      | lípa velkolistá                                                        | 538          | 103232 Q26778956 | | 2 lípy o obvodu 538 / 451 cm a výšce 32 / 27 m rostou na okraji podmáčené louky cca 250 m od rekreačního zařízení v Meziluží. |
| Munický dub                                  |                                                              | Munice                                                         | dub letní                                                              | 351          | 104512 Q26789267 | | 22 m vysoký dub letní v k. ú. Munice č. p. 298/2. |
| Lípa v Mýtinách                              |                                                              | Mýtiny                                                         | lípa velkolistá                                                        | 392          | 103199 Q26788164 | | 23 m vysoká lípa rost po levé straně cesty od bývalého Zemstroje u křížku. |
| Nakolická lípa                               |                                                              | Nakolice 48°47′33″ s. š., 14°49′18″ v. d.                      | lípa malolistá                                                         | 387          | 103227 Q26788188 | | 26 metrů vysoká lípa roste u původně kostelní cesty na nejvašším bodu krajiny. Počínající poškození oddenku. OS (1999) odborné zdravotní ošetření. |
| Nedabylská lípa †                            | Nedabylská lípa                                              | Nedabyle                                                       | lípa velkolistá                                                        | 390          | 103269 Q26788413 | | 19 metrů vysoká lípa roste v obci u kapličky při silnici České Budějovice – Trhové Sviny.(Byla pokácena pravděpodobně někdy během roku 2016.) |
| Dub u Něchova                                |                                                              | Něchov 48°49′47″ s. š., 14°33′34″ v. d.                        | dub letní                                                              | 406          | 103203 Q26788166 | | 25 m vysoký dub letní u silnice Něchov – Ločenice. |
| Duby letní u Něchova                         |                                                              | Něchov 48°50′2″ s. š., 14°34′44″ v. d.                         | dub letní                                                              | 485          | 103202 Q26790906 | | Stromořadí osmi dubů letních u silnice Něchov-Ločenice. |
| Němčický dub                                 |                                                              | Němčice                                                        | dub letní                                                              | 560          | 103274 Q26788417 | | 25 metrů vysoký dub roste při vjezdu do dvora Němčice. Dle soupisového archu z roku 1981 byl vyhlášen KNV Jihočeského kraje a následně pak Věstníkem Ministerstva kultury. Kdy, soupis neuvádí a dokumentace chybí.                                                 |
| Jilm v Nesměni                               |                                                              | Nesměň u Ločenic 48°48′24″ s. š., 14°32′57″ v. d.              | jilm horský                                                            | 357          | 103209 Q26788172 | | 30 m vysoký jilm za stodolou majitelů. |
| Alej Sokolí hnízdo                           | Alej Sokolí hnízdo                                           | Nové Hrady 48°47′7″ s. š., 14°46′39″ v. d.                     | dub letní buk lesní javor mléč javor klen jasan ztepilý lípa malolistá | 468          | 103258 Q26790897 | Kategorie „Alej Sokolí hnízdo“ na Wikimedia Commons                                                           | Stromořadí (20 stromů). |
| Novohradský dub                              | Novohradský dub                                              | Nové Hrady                                                     | dub letní                                                              | 362          | 103265 Q26788411 | Kategorie „Novohradský dub“ na Wikimedia Commons                                                              | 27 m vysoký dub roste při vjezdu do města na pravé straně sil., na okraji zahrádek (sev. od domu Na Vyhlídce č. 134). OS (1998) ošetření poškozeného kmene fungicidním prostředkem.                                                                                 |
| Jasany v lesoparku                           |                                                              | Nové Hrady 48°47′35″ s. š., 14°46′46″ v. d.                    | jasan ztepilý                                                          | 538          | 103259 Q26778951 | | Trojice jasanů o obvodu 300–538 cm roste v lesoparku jižně od silnice Údolí – Štipoň asi 100 metrů jihozápadně od domu č. 158. |
| Novohradský dub II                           | Dub na zahradě MŠ v Nových hradech.                          | Nové Hrady                                                     | dub letní                                                              | 830          | 103183 Q26788151 | | 27 metrů vysoký dub roste na zahradě mateřské školy. |
| Novohradský jinan                            |                                                              | Nové Hrady                                                     | jinan dvoulaločný                                                      | 188          | 103266 Q26788412 | Kategorie „Novohradský jinan“ na Wikimedia Commons                                                            | 12 metrů vysoký jinan byl v roce 1978 byl poškozen při vichřici padajícím stromem. Poškozená koruna byla odříznuta a rána ošetřena nátěrem. Koruna se obnovila. Roste před zámkem, asi 20 m od vjezdu na nádvoří nového zámku.                                      |
| Novoroudenská lípa                           | Novoroudenská lípa                                           | Nové Roudné 48°56′40″ s. š., 14°29′3″ v. d.                    | lípa velkolistá                                                        | 275          | 103153 Q26788121 | Kategorie „Novoroudenská lípa“ na Wikimedia Commons                                                           | 18 metrů vysoká lípa roste u bývalé polní cesty, asi 250 m od centra obce Nové Roudné. Vitální strom s charakteristickým utvářením koruny. |
| Novoroudenský dub                            | Novoroudenský dub                                            | Nové Roudné 48°56′49″ s. š., 14°29′8″ v. d.                    | dub letní                                                              | 500          | 103158 Q26788126 | Kategorie „Novoroudenský dub“ na Wikimedia Commons                                                            | 24 metrů vysoký dub se širokou, pravidelně rozloženou korunou roste u cesty na levém břehu Malše, 1 km severně od Roudného. |
| Dub u Olešnického Nového rybníka             |                                                              | Olešnice u Trhových Svinů 48°50′57″ s. š., 14°43′26″ v. d.     | dub letní                                                              | 378          | 103169 Q26788135 | Kategorie „Dub u Olešnického Nového rybníka“ na Wikimedia Commons                                             | 23 m vysoký dub letní roste u Olešnického Nového rybníka na návodní straně hráze u zeleně značené turistické stezky. |
| Dub u Olešnického Velkého rybníka            | Dub u Olešnického Velkého rybníka                            | Olešnice u Trhových Svinů 48°50′36″ s. š., 14°43′35″ v. d.     | dub letní                                                              | 417          | 103117 Q26788093 | Kategorie „Dub u Olešnického Velkého rybníka“ na Wikimedia Commons                                            | 23 m vysoký dub letní u Olešnického Velkého rybníka na začátku vzdušné strany hráze. |
| Duby u Roudy                                 |                                                              | Olešnice u Trhových Svinů 48°51′2″ s. š., 14°44′2″ v. d.       | dub letní                                                              | 372          | 103170 Q26778960 | Kategorie „Duby u Roudy“ na Wikimedia Commons                                                                 | Skupina 4 dubů letních na západní a severní části hráze rybníka Rouda u zeleně značené turistické stezky. 335–372 cm. |
| Opalický dub                                 | Opalický dub                                                 | Opalice                                                        | dub                                                                    | 810          |                  | | Vyzděný a zastřešený kmen na kraji obce. |
| Dub v Ostrolovském Újezdu                    |                                                              | Ostrolovský Újezd 48°52′51″ s. š., 14°35′52″ v. d.             | dub letní                                                              | 390          | 103208 Q26788171 | | 27 m vysoký dub letní po pravé straně v zahradě při vjezdu do osady z hlavní silnice České Budějovice Trhové Sviny. |
| Vojířovická lípa                             | Vojířovická lípa                                             | Ostrolovský Újezd                                              | lípa                                                                   |              |                  | | Strom byl zasazen 28. září 2006 krajským hejtmanem Janem Zahradníkem v rámci slavnosti svěcení zvonu a místní kapličky. |
| Dub v Otěvěku                                |                                                              | Otěvěk 48°51′15″ s. š., 14°37′7″ v. d.                         | dub letní                                                              | 390          | 103206 Q26788169 | | 30 m vysoký dub letní v zahradě mezi budovami, blízko komunikace Trhové Sviny Č. Budějovice. |
| Dub v Otěvěku u statku                       |                                                              | Otěvěk 48°52′7″ s. š., 14°37′6″ v. d.                          | dub letní                                                              | 485          | 103215 Q26788178 | | 24 m vysoký dub v centru osady se zachovalou architekturou venkovských statků, na volném prostranství před stavením s fasádou ve stylu "vesnického baroka" za návesním rybníkem. GPS vede do Čeřejova                                                               |
| Žižkova hrušeň                               |                                                              | Otěvěk 48°51′20″ s. š., 14°36′57″ v. d.                        | hrušeň                                                                 | 360          |                  | | 12 metrů vysoká hrušeň roste u statku č. 6 v Otěvěku. |
| Pašinovický dub †                            |                                                              | Pašinovice 48°52′21″ s. š., 14°32′13″ v. d.                    | dub letní                                                              | 515          | 103111 Q26788087 | | 32 m vysoký dub letní v osadě Pašinovice, na okraji vzdušné strany pravobřežní hráze Pašinovského rybníka. Strom byl v havarijním stavu. Ochrana byla zrušena 6. prosince 2023 za účelem skácení.                                                                   |
| Petrovický dub                               |                                                              | Petrovice u Borovan                                            | dub letní                                                              | 395          | 106054 Q26790666 | | Severozápadně od obce v polích |
| Dub v Plavu                                  | Dub v Plavu                                                  | Plav                                                           | dub letní                                                              | 405          | 103182 Q26788149 | Kategorie „Dub v Plavu“ na Wikimedia Commons                                                                  | 27 m vysoký dub letní na severním okraji obce v zahradě cca 3 m od budovy bývalého kravína. |
| Dub za Plavem                                | Dub za Plavem                                                | Plav                                                           | dub letní                                                              | 360          | 103176 Q26788142 | Kategorie „Dub za Plavem“ na Wikimedia Commons                                                                | 17 m vysoký dub letní v chatové osadě vlevo u silnice Plav-Heřmaň, v rohu zahrady, cca 450 m severovýchodně od obce. |
| Plavská lípa                                 | Plavská lípa                                                 | Plav                                                           | lípa malolistá                                                         | 300          | 103177 Q26788143 | Kategorie „Lípa v Plavu“ na Wikimedia Commons                                                                 | 25 m vysoká lípa roste na severním okraji obce u kapličky. |
| Roudenská vrba                               | Roudenská vrba                                               | Roudné 48°56′8″ s. š., 14°29′19″ v. d.                         | vrba bílá                                                              | 340          | 103184 Q26788152 | Kategorie „Roudenská vrba“ na Wikimedia Commons                                                               | 23 metrů vysoká vrba roste v severovýchodním okraji obce v zahradě proti skleníkům. |
| Rychnovská lípa                              |                                                              | Rychnov u Nových Hradů                                         | lípa velkolistá                                                        | 367          | 103222 Q26788183 | Kategorie „Rychnovská lípa“ na Wikimedia Commons                                                              | 30 metrů vysoká lípa roste uprostřed návsi, poblíž kostela u kostela. OS (1996) ořez suchých větví, zalepení dutiny (?), vázání koruny. |
| Dub u Horních Vesců I                        | Dub u Horních Vesců I                                        | Římov                                                          | dub letní                                                              | 495          | 103120 Q26788096 | Kategorie „Dub u Horních Vesců I“ na Wikimedia Commons                                                        | 34 m vysoký dub letní ve svahu údolnice vodoteče 150 m SV od centra osady Horní Vesce, od 3 m výšky dvojkmen. |
| Dub u Horních Vesců II                       | Dub u Horních Vesců II                                       | Římov                                                          | dub letní                                                              | 370          | 103121 Q26788097 | | 22 m vysoký dub letní za statkem na JV okraji osady Horní Vesce. |
| Dub v Hamru                                  | Dub v Hamru                                                  | Římov                                                          | dub letní                                                              | 410          | 103124 Q26788099 | Kategorie „Dub v Hamru“ na Wikimedia Commons                                                                  | 27 m vysoký dub letní u statku na S okraji osady Hamr. |
| Lípa Jana Gurreho                            |                                                              | Římov 48°51′23″ s. š., 14°29′17″ v. d.                         | lípa velkolistá                                                        | 760          | 103273 Q8556825  | Kategorie „Lípa Jana Gurreho“ na Wikimedia Commons                                                            | 14 metrů vysoká lípa roste před poutním kostelem v obci. Komplexní odborná asanace roku 1995. Kmen zcela dutý, původní terminál nezachován, strom vytváří náhradní korunu z výmladků na obvodu kmene, výmladnost dobrá. Více v samostatném článku.                  |
| Lípa v Římově I                              |                                                              | Římov 48°51′29″ s. š., 14°29′30″ v. d.                         | lípa malolistá                                                         | 420          | 103123 Q8556845  | Kategorie „Lípa v Římově I“ na Wikimedia Commons                                                              | 28 m vysoká lípa u silnice před hřbitovem na V okraji obce. |
| Lípa u Římovského rybníka                    | Lípa u Římovského rybníka                                    | Římov 48°51′32″ s. š., 14°28′46″ v. d.                         | lípa malolistá                                                         | 360          | 103125 Q30344665 | Kategorie „Lípa v Římově II“ na Wikimedia Commons                                                             | 26 m vysoká lípa roste před statkem u cesty na levém břehu rybníka Římovský. |
| Sedlecký dub                                 |                                                              | Sedlce 48°49′34″ s. š., 14°29′46″ v. d.                        | dub letní                                                              | 500          | 103272 Q26788416 | | 20 m vysoký dub letní nalevo u cesty, při vjezdu z hlavní silnice od Velešína do Sedlce. |
| Dub v Sedlcích                               |                                                              | Sedlce                                                         | dub letní                                                              | 387          | 103270 Q26788414 | | 22 m vysoký, mohutný dub letní s perspektivou dlouhodobé ochrany, tvoří částečně společnou korunu se sousedním dubem, který pro špatný zdravotní stav po zásahu blaskem není vyhlášen, u návesního rybníka v Sedlcích, silnější ze dvojice.                         |
| Lípa u Bínů                                  |                                                              | Sedlce                                                         | lípa malolistá                                                         | 380          | 103214 Q26788177 | | 29 m vysoká lípa ve dvojici s druhou lípou v zahradě vlevo od příjezdové komunikace od osady, u domu čp. 51. |
| Lípa v Sedlcích u rybníka                    |                                                              | Sedlce 48°49′35″ s. š., 14°29′47″ v. d.                        | lípa malolistá                                                         | 515          | 103271 Q26788415 | | 22 m vysoká lípa roste v osadě u rybníka proti dubu, po pravé straně cesty, při vjezdu z hlavní silnice od Velešína do Sedlce. |
| Dub v Sedlci                                 |                                                              | Sedlec u Českých Budějovic                                     | dub letní                                                              | 288          | 103191 Q26788157 | | 29 m vysoký dub letní na vnější straně severní strany hráze Dvorského (Sedleckého) rybníka. |
| Dub a zerav ve Strádově                      |                                                              | Sedlo u Komařic 48°51′26″ s. š., 14°33′23″ v. d.               | dub letní zerav západní                                                | 360          | 103127 Q26778926 | | v zahradě u statku V okraj osady Strádov. Obvod dubu 360 cm, zeravu 240 cm. |
| Dub u rybníka Troubový                       |                                                              | Sedlo u Komařic                                                | dub letní                                                              | 420          | 103126 Q26788100 | | 25 m vysoký dub letní na hrázi rybníka Troubový, 500 m JZ od centra osady Strádov. |
| Jilm ve Slavošovicích                        | Jilm ve Slavošovicích                                        | Slavošovice u Lišova                                           | jilm horský                                                            | 226          | 103239 Q26788230 | | 25 m vysoký jilm na návsi u čp. 18. |
| Lípa na Nových Hutích †                      |                                                              | Staré Hutě u Horní Stropnice 48°42′28″ s. š., 14°43′27″ v. d.  | lípa velkolistá                                                        | 523          | 103152 Q26788120 | | 18 m vysoká lípa na pozemcích zaniklé osady Nové Hutě, cca 250 m od komunikace z Hojné Vody ke státní hranici spjata se založením osady Nové Hutě. Ochrana zrušena 2. listopadu 2022.                                                                               |
| Dub u Želízků                                |                                                              | Strážkovice 48°52′27″ s. š., 14°33′57″ v. d.                   |                                                                        | 400          | 106045 Q26790659 | | Součást lesního porostu 8 m od pravého břehu Stropnice pod jižním okrajem chatové osady U Želízků cca 1 km západně od osady Jedovary |
| Javor klen u Řevňovic                        | Javor klen u pravé strany silnice ze Strážkovic do Řevňovic. | Strážkovice                                                    | javor klen                                                             | 370          | 103136 Q26788108 | | 27 m vysoký javor klen u levé strany vozovky silnice Řevňovice-Strážkovice, 300 m S od centra osady Řevňovice. |
| Dub ve Střížově I                            | Dub ve Střížově I                                            | Střížov                                                        | dub letní                                                              | 375          | 103133 Q26788105 | Kategorie „Dub ve Střížově I“ na Wikimedia Commons                                                            | 20 m vysoký dub letní 150 m JV od centra obce, ve svahu na okraji úvozové cesty. |
| Dub ve Střížově II                           | Dub v louce ve skupině stromů na Střížovecké plané hoře.     | Střížov                                                        | dub letní                                                              | 470          | 103134 Q26788106 | | 21 m vysoký dub letní asi 750 m JJV od centra obce. |
| Dub ve Střížově III                          |                                                              | Střížov 48°53′9″ s. š., 14°31′37″ v. d.                        | dub letní                                                              | 445          | 103135 Q26788107 | | 26 m vysoký dub letní na okraji lesa 300 m J od centra obce Střížov. |
| Střížovská lípa                              | Střížovská lípa                                              | Střížov                                                        | lípa malolistá                                                         | 420          | 103131 Q26788103 | | 27 m vysoká lípa roste u statku na V okraji obce, 150 m V od centra obce, ve volném prostranství za zdí farního úřadu. Patrně totožné s 104511. |
| Modřín u Svaté Trojice                       | Modřín u Svaté Trojice                                       | Svatá Trojice                                                  | modřín opadavý                                                         | 290          | 103219 Q26788180 | Kategorie „Modřín u Svaté Trojice“ na Wikimedia Commons                                                       | 30 metrů vysoký modřín roste v areálu kostela Nejsvětější trojice v osadě Svatá Trojice. Je situován poblíž hlavního vchodu do kostela u křížku, kde tvoří dvojici s dalším modřínem, u kostela.                                                                    |
| Krčínská lípa †                              |                                                              | Svébohy                                                        | lípa malolistá                                                         | 322          | 103267           | | 25 m vysoká lípa za stodolou zem. usedlosti, jižně od návsi v Krčíně. |
| Olbramovický dub                             | Olbramovický dub                                             | Svébohy                                                        | dub letní                                                              | 422          | 103197 Q26788162 | Kategorie „Olbramovický dub“ na Wikimedia Commons                                                             | 25 metrů vysoký dub roste po levé straně silnice Horní Stropnice Svébohy, před odbočkou na Olbramov. Poznámka: parcela č. 2471 na které dub roste je v databázi ÚSOP chybně přiřazena k. ú. obce Žár                                                                |
| Šejbská lípa                                 |                                                              | Šejby                                                          | lípa malolistá                                                         | 430          | 103193 Q26788159 | Kategorie „Šejbská lípa“ na Wikimedia Commons                                                                 | 25 m vysoká lípa roste na pravé straně příjezdové cesty do Šejb. OS (1999) zdravotní ošetření. |
| Šejbský dub                                  |                                                              | Šejby 48°43′19″ s. š., 14°46′4″ v. d.                          | dub letní                                                              | 437          | 103261 Q26788407 | Kategorie „Šejbský dub“ na Wikimedia Commons                                                                  | 21 m vysoký dub roste poblíž bývalé myslivny u osady Šejby hist. ud. OS (1999) zdravotní ošetření. |
| Duby na Šindláku                             | Duby na Šindláku                                             | Šindlovy Dvory                                                 | dub letní                                                              | 440          | 103234 Q26790975 | Kategorie „Duby na Šindláku“ na Wikimedia Commons                                                             | Řada 5 dubů na hrázi Šindlovského rybníka, obvody až 440 cm. |
| Byňovský dub                                 |                                                              | Štiptoň 48°48′51″ s. š., 14°47′25″ v. d.                       | dub letní                                                              | 465          | 103230 Q26788191 | | 27 m vysoký dub letní, na kmeni suchý pahýl, uprostřed skupiny dubů na okraji pole a nivy bývalého koryta Stropničky. |
| Kleberské duby                               |                                                              | Štiptoň 48°47′36″ s. š., 14°48′30″ v. d.                       | dub letní                                                              | 480          | 103201 Q26778949 | | Skupina dvou dubů na hrázi Kleberského rybníka. |
| Dub v Trhových Svinech                       | Památný dub v Trhových Svinech v prosinci 2024               | Trhové Sviny 48°50′41″ s. š., 14°38′13″ v. d.                  | dub letní                                                              | 260          | 103233 Q26788193 | Kategorie „Dub v Trhových Svinech“ na Wikimedia Commons                                                       | 20 m vysoký dub letní po pravé straně od vjezdu na stadion. |
| Jilm ve Svinech                              | Památný jilm ve Svinech v prosinci 2024                      | Trhové Sviny 48°50′31″ s. š., 14°38′33″ v. d.                  | jilm horský                                                            | 350          | 103168 Q26788134 | Kategorie „Jilm ve Svinech“ na Wikimedia Commons                                                              | 25 m vysoký jilm v lokalitě Bukvický park proti prodejně stavebnin. |
| Liliovník ve Svinech                         |                                                              | Trhové Sviny 48°50′25″ s. š., 14°38′29″ v. d.                  | liliovník tulipánokvětý                                                | 230          | 103204 Q26788167 | | 20 m vysoký liliovník v zahradě MŠ v Budovatelské ulici. |
| Lípa malolistá v Trhových Svinech            |                                                              | Trhové Sviny                                                   | lípa malolistá                                                         | 350          | 106264 Q73601872 | | na soukromém neoploceném pozemku v blízkosti domu č.p. 275 |
| Žižkův dub                                   |                                                              | Trocnov 48°53′41″ s. š., 14°36′7″ v. d.                        | dub letní                                                              |              |                  | Kategorie „Žižkův dub (Trocnov)“ na Wikimedia Commons                                                         | Starý dub v místě současného pomníčku, zaniklý roku 1700. Podle pověsti se pod ním narodil Jan Žižka. |
| Dub u Městského rybníka                      | Památný dub na hrázi rybníka v obci Třebín.                  | Třebín 48°58′8″ s. š., 14°23′33″ v. d.                         | dub letní                                                              | 440          | 103114 Q26788090 | | 19 m vysoký dub letní na V konci hráze Městského rybníka, asi 550 m VSV od osady Třebín. |
| Dub u Třebína I                              |                                                              | Třebín 48°57′47″ s. š., 14°23′10″ v. d.                        | dub letní                                                              | 470          | 103116 Q26788092 | | 24 m vysoký dub letní na JJZ konci hráze Panenský, 550 m J od středu osady Třebín. |
| Dub u Třebína II                             | Dub u Třebína II                                             | Třebín                                                         | dub letní                                                              | 560          | 103115 Q26788091 | | 21 m vysoký dub letní na vzdušné straně hráze Panenský, 500 m J od středu osady Třebín. |
| Lípa v Třebotovicích                         | Tillia cordata Mill. v obci Třebotovice u Českých Budějovic  | Třebotovice                                                    | lípa malolistá                                                         | 400          | 103129 Q26788101 | | 25 m vysoká lípa u kapličky před bývalou školou v centru osady Třebotovice. |
| Vltavotýnský buk červený                     |                                                              | Týn nad Vltavou 49°13′29″ s. š., 14°24′39″ v. d.               | buk červený                                                            | 279          | 103151 Q26788119 | Kategorie „Vltavotýnský buk červený“ na Wikimedia Commons                                                     | 19 m vysoký buk červený ve výrobním areálu v blízkosti Písecké ulice v Týně nad Vltavou. |
| Dub Na Kohoutě †                             |                                                              | Týn nad Vltavou 49°12′9″ s. š., 14°25′15″ v. d.                | dub letní                                                              | 385          | 104663 Q26789314 | | 28 m vysoký dub rostl v zahradě před vchodem do zemědělské usedlosti čp. 50 v městské části Zadní Kohout. Ochrana zrušena 13. března 2018. |
| Dub v Týně                                   |                                                              | Týn nad Vltavou 49°13′3″ s. š., 14°25′56″ v. d.                | dub letní                                                              | 409          | 103150 Q26788118 | Kategorie „Vltavotýnský dub“ na Wikimedia Commons                                                             | 18 m vysoký dub letní v Týně nad Vltavou v zahradě u nemovitosti, na nábřeží Vltavy. |
| Javor stříbrný v Týně                        | Javor stříbrný u domu s pečovatelskou službou v Týně n. Vlt. | Týn nad Vltavou 49°13′37″ s. š., 14°24′50″ v. d.               | javor stříbrný                                                         | 308          | 103149 Q26788117 | Kategorie „Javor stříbrný v Týně“ na Wikimedia Commons                                                        | 23 m vysoký javor stříbrný v ulici Na vinicích v zahradě domu s pečovatelskou službou, tzv. "Sašina vila". |
| Jerlín japonský v Týně                       |                                                              | Týn nad Vltavou 49°13′30″ s. š., 14°25′18″ v. d.               | jerlín japonský                                                        | 180          | 103236 Q26788203 | Kategorie „Jerlín japonský v Týně“ na Wikimedia Commons                                                       | 15 m vysoký jerlín japonský v bývalém zámeckém parku za objektem muzea. |
| Čertův dub                                   |                                                              | Údolí u Nových Hradů 48°49′15″ s. š., 14°46′4″ v. d.           | dub letní                                                              | 566          | 103262 Q26788409 | | 30 m vysoký dub letní, údajně kříženec Q. robur x Q. petraea, 120 m JV od hráze rybníka Čerťák. Původní katastrální území bylo Byňov. |
| Dub v Údolí I                                |                                                              | Údolí u Nových Hradů 48°47′11″ s. š., 14°46′12″ v. d.          | dub letní                                                              | 345          | 103264 Q26788410 | | 32 m vysoký dub letní na okraji rezervace Terčino údolí mezi cestou do lihovaru a přivaděčem do rybníka Bažantník. |
| Dub v Údolí II                               |                                                              | Údolí u Nových Hradů 48°47′10″ s. š., 14°46′36″ v. d.          | dub letní                                                              | 451          | 103109 Q26788085 | Kategorie „Dub v Údolí II“ na Wikimedia Commons                                                               | 31 m vysoký dub letní po pravé straně cesty z Údolí do Sokolího hnízda. |
| Dub v Údolí III                              |                                                              | Údolí u Nových Hradů 48°47′4″ s. š., 14°46′43″ v. d.           | dub letní                                                              | 440          | 103231 Q26788192 | Kategorie „Dub v Údolí III“ na Wikimedia Commons                                                              | 28 m vysoký dub letní v úžlabině mezi lesem a loukou 20 m od cesty k dětskému táboru u naučné stezky. |
| Jetzkova lípa                                | Jetzkova lípa u Nových Hradů.                                | Údolí u Nových Hradů 48°46′47″ s. š., 14°46′10″ v. d.          | lípa malolistá                                                         | 375          | 103229 Q26788190 | Kategorie „Jetzkova lípa“ na Wikimedia Commons                                                                | 29 m vysoká lípa u Jetzkova pramene, po pravé straně silnice N. Hrady – H. Stropnice. |
| Kapinoský dub                                |                                                              | Údolí u Nových Hradů 48°48′29″ s. š., 14°46′10″ v. d.          | dub letní                                                              | 580          | 103228 Q26788189 | | 28 m vysoký dub na hrázi Kapinoského rybníka, jeden z nejstarších dubů Novohradska. |
| Strom svatebčanů                             |                                                              | Údolí u Nových Hradů 48°46′47″ s. š., 14°45′26″ v. d.          | dub letní                                                              | 868          | 103263 Q8555009  | | 25 m vysoký dub letní na SZ okraji lesa pod Švýcarským domem v Terčině údolí. |
| Dub na Včelné                                | Dub na Včelné                                                | Včelná                                                         | dub letní                                                              | 360          | 103110 Q26788086 | Kategorie „Dub na Včelné“ na Wikimedia Commons                                                                | 23 m vysoký dub letní v zahradě u místní komunikace na SV okraji vrchu Hranice, 700 m JZ od středu obce. |
| Veverská lípa                                |                                                              | Veveří 48°46′1″ s. š., 14°47′31″ v. d.                         | lípa malolistá                                                         | 396          | 103200 Q26788165 | | 27 m vysoká lípa roste vlevo pod bývalou cestou lemující pravý břeh Veverského potoka v bývalé osadě Veveří. OS (1999) zdravotní ošetření, řez. |
| Lípa malolistá ve Vidově u Malše             |                                                              | Vidov 48°55′51″ s. š., 14°29′19″ v. d.                         | lípa malolistá                                                         | 351          | 106006 Q26790617 | | Na pravém břehu Malše cca 550 m severozápadně od středu obce |
| Dub letní                                    | Dub u Všemyslic                                              | Všemyslice 49°13′40″ s. š., 14°22′50″ v. d.                    |                                                                        | 440          | 105876 Q26790489 | Kategorie „Dub u Všemyslic“ na Wikimedia Commons                                                              | Nazývaný také Dub u Všemyslic, roste na k.ú. vsi Neznašov na hraně mělkého údolí na okraji porostu na rozhraní polní cesty, polí a plochy využívané k pěstování rychle rostoucích dřevin na dohled od židovského hřbitova                                           |
| Vyšenský dub                                 | Vyšenský dub                                                 | Vyšné 48°47′12″ s. š., 14°52′5″ v. d.                          | dub letní                                                              | 434          | 103223 Q26788184 | Kategorie „Vyšenský dub“ na Wikimedia Commons                                                                 | 28 m vysoký dub roste za rybníkem Dolní. OS (1998) prořezávka a vyčištění OP |
| Vyšenský jilm †                              |                                                              | Vyšné                                                          | jilm horský                                                            | 312          | 104507           | | Rostl pod silnicí na břehu rybníka Horní Vyšenský. Roku 2003 zrušen, zcela suchý, doporučeno pokácení. |
| Dub u Záboří                                 | Památný dub u obce Záboří.                                   | Záboří u Českých Budějovic 48°59′38″ s. š., 14°16′39″ v. d.    | dub letní                                                              | 480          | 103130 Q26788102 | | 23 m vysoký dub roste na okraji remízu, 1000 VSV od středu obce. Koruna symetrická, prosychání větví 20%. |
| Dub u Záboří I                               |                                                              | Záboří u Českých Budějovic 48°59′16″ s. š., 14°15′15″ v. d.    | dub letní                                                              | 350          | 103119 Q26788095 | | 19 m vysoký dub letní na okraji polní cesty, 900 m SV od středu osady Lipanovice. |
| Schwarzenberské duby                         | Schwarzenberské duby                                         | Zahájí                                                         | dub letní                                                              |              |                  | | Skupina dubů cca kilometr západně od Zahájí. |
| Mysletínská lípa                             |                                                              | Zborov 48°55′27″ s. š., 14°35′44″ v. d.                        | lípa velkolistá                                                        | 415          | 103180 Q26788146 | | 28 metrů vysoká lípa roste v blízkosti jihovýchodního rohu statku Mysletín asi 5 m od budovy. |
| Mysletínský jasan                            |                                                              | Zborov 48°55′22″ s. š., 14°35′49″ v. d.                        | jasan ztepilý                                                          | 383          | 103181 Q26788147 | | 20 metrů vysoký jasan u statku Mysletín na okraji srázu nad místní komunikací. |
| Ortvínovické dubové stromořadí               |                                                              | Zvíkov u Lišova 48°58′45″ s. š., 14°35′36″ v. d.               | dub letní                                                              | 560          | 103240 Q26790819 | | stromořadí šesti dubů letních v k. ú. Zvíkov u Lišova č. p. 93/5 na hrázi rybníčka. 345–560 cm. |
| Ortvínovické duby                            | Ortvínovické duby                                            | Zvíkov u Lišova                                                | dub letní                                                              | 560          | 103241 Q26778945 | | Skupina 3 dubů letních na louce vedle komunikace u Ortvínovického dvora. 315–560 cm. |
| Ortvínovický dub                             |                                                              | Zvíkov u Lišova 48°58′48″ s. š., 14°35′36″ v. d.               | dub letní                                                              | 530          | 103108 Q26788084 | | 25 m vysoký dub letní v k. ú. Zvíkov u Lišova, č. p. 53/9. |
| Žimutický dub 1/Korákovský dub č. 1          |                                                              | Žimutice                                                       | dub letní                                                              | 571          | 103275 Q26788418 | | 22 m vysoký dub letní na louce poblíž statku, u odbočky na Korákov. |
| Žimutický dub 2                              |                                                              | Žimutice                                                       | dub letní                                                              | 590          | 103276 Q26788419 | | 15 m vysoký dub letní na louce na rozhraní polí u statku Korákov, z dvojice blíže k objektu. |
| Žimutický dub 3                              |                                                              | Žimutice                                                       | dub letní                                                              | 677          | 103277 Q26788420 | | 16 m vysoký dub letní na louce na rozhraní polí u statku Korákov, z dvojice vzdálenější od objektu. |
| Žumberský jilm                               | Jilm na kraji obce Žumberk.                                  | Žumberk                                                        | jilm horský                                                            | 330          | 103221 Q26788182 | Kategorie „Žumberský jilm“ na Wikimedia Commons                                                               | 32 m vysoký jilm roste v zahradě po levé straně vjezdu do vesnice na Žumberku. OS (1997) odstraněna plodnice, použit fungicidní nátěr, odstraněn pahýl, vyčištění dutiny.                                                                                           |
| Chudějovická lípa                            | Lípa u božích muk u osady Chudějov                           | Žumberk u Nových Hradů                                         | lípa malolistá                                                         | 381          | 103198 Q26788163 | Kategorie „Chudějovická lípa“ na Wikimedia Commons                                                            | 27 m vysoká lípa malolistá na rozcestí u křížku při vjezdu do Chudějova. |

## Přehled dubů na Hluboké
Číslování dubů v seznamu na WP je jiné než v databázi AOPK i než na Mapách.cz a některá ze značení se v průběhu let měnila. Seznam níže uvádí označení aktuální k 26. dubnu 2022 v pořadí Wikipedie – AOPK – Mapy.cz.
- Dub na Hluboké I – 103251 – Dub u Hluboké 5
- Dub na Hluboké II – 103246 – Dub u Hluboké 9
- Dub na Hluboké III – 103248 – Dub u Hluboké 7
- Dub na Hluboké IV – 103247 – Dub u Hluboké 8
- Dub na Hluboké V – 103254 – Dub Hluboká 1
- Dub na Hluboké VI – 103243 – Dub u Hluboké
- Dub na Hluboké VII – 103253 – Dub u Hluboké 2
- Dub na Hluboké VIII – 103249 – Dub u Hluboké
- Dub na Hluboké IX – 104509 – Dub letní u Munického rybníka
- Dub na Hluboké X – 103252 – Dub u Hluboké 4